# Canuto I de Suecia
Knut Eriksson (Canuto I de Suecia) (década de 1140 - 1195 o 1196). Rey de Suecia de 1167 hasta su fallecimiento. Hijo de Erico el Santo y de Cristina Bjørnsdatter. 
Ascendió al poder en un clima de enfrentamiento entre su familia (la Casa de Erik) y la Casa de Sverker. Como rey buscó fortalecer el poder real y estableció relaciones diplomáticas con otros estados.

## Biografía
Después del asesinato de su padre Erico el Santo en 1160, Canuto tuvo que huir de Suecia, perseguido por sus enemigos. Se especula que se refugió en Noruega. Regresó a su país en 1167, y ese mismo año asesinó al rey Carlos VII. Entonces pudo acceder Canuto al poder, pero durante los primeros años de su gobierno se vio envuelto en una guerra con los sobrinos de Carlos, Kol y Boleslao Sverkersson, quienes pretendían hacerse con el poder en el reino con la ayuda de Dinamarca. Alrededor de 1172, los hermanos fueron derrotados y Canuto pudo gobernar en la mayor parte del país. Entonces contaba unos 23 años.
Durante el gobierno de Canuto se llevó a cabo el primer tratado comercial documentado entre Suecia y otro reino, en este caso con la ciudad alemana de Lübeck. El tratado fue introducido por acuerdo entre Canuto y Enrique el León. Canuto también estableció relaciones diplomáticas con el rey Enrique II de Inglaterra e incluso se ha señalado que recibió una solicitud de apoyo militar por parte del emperador bizantino Alejo III. Las relaciones con Noruega mejoraron tras el matrimonio del rey Sverre I de Noruega con Margarita, la hermana de Canuto. Con Dinamarca las relaciones diplomáticas fueron más bien tensas, tras haber apoyado ese reino a la Casa de Sverker en su lucha por recuperar el poder.
Las cartas conservadas más antiguas de un rey sueco datan de tiempos del rey Canuto. También se conservan monedas acuñadas en ese entonces. Canuto buscó fortalecer al Estado mediante el establecimiento de una fuerte administración centralista.
Se sabe que la esposa de Canuto fue una mujer devota. Contrajo una enfermedad que la puso al borde de la muerte, por lo que hizo votos de reclusión en un convento. Cuando su esposa sanó, Canuto pidió al Papa que le levantara los votos.
Falleció en 1195 (o 1196) y fue sepultado en la iglesia del Convento de Varnhem, donde Magnus Gabriel De la Gardie le colocaría en el siglo XVII una lápida funeraria. Fue sucedido por el hijo de su enemigo Carlos VII, Sverker Karlsson.

## Familia
Se desposó con una mujer sueca de nombre indeterminado, con la que tuvo cuatro hijos y una hija:
1. Jon (asesinado en 1205).
2. Canuto (asesinado en 1205).
3. Joar (asesinado en 1205).
4. Erik. Rey de Suecia.
5. Sigrid.